# Майданова Марина Сергіївна
Мари́на Сергі́ївна Майданова (Миндарєва) — українська легкоатлетка-спрінтерка на 100 та 200 метрів, майстер спорту міжнародного класу.

## Життєпис
З 1991 р. займалася в Конотопській ДЮСШ ім. Маміашвілі, тренер Ніколаєва О.М.. Представляє Харківську область; товариство «Динамо» (Харків). У 1995 р. вступила до ХГВУФК-1, тренер Муравйов В.М. З 2001 р. тренувалась під керівництвом Бодрової Н.Д. та Бодрова В.В. У 2004 р. закінчила ХГАФК, спеціальність тренер-викладач.
На Чемпіонаті України з легкої атлетики 2002 року команда здобула золото в естафеті 4×100 метрів — Марина Майданова, Ірина Кожемякіна, Анжела Кравченко та Тетяна Ткаліч.
2003 року Марина Майданова, Ірина Шепетюк, Наталія Пигида та Олена Чебану здобули золоті нагороди в естафеті 4/400 метрів на Чемпіонаті Європи з легкої атлетики серед молоді.
Того ж року на Чемпіонаті України з легкої атлетики команда здобула золото в естафеті 4×100 метрів — Тетяна Ткаліч, Анжела Кравченко, Олена Пастушенко і Марина Майданова.
В естафеті 4 × 100 метрів на літніх Олімпійських іграх-2004 команда посіла 13-те місце — Жанна Блок, Тетяна Ткаліч, Марина Майданова й Ірина Кожем'якіна.
На Чемпіонаті України з легкої атлетики-2004 здобула золото в бігу на 200 метрів.
2007 року на Всеукраїнських літніх спортивних іграх здобула срібло на дистанції 100 метрів.
Багаторазова Чемпіонка України, рекордсменка України, Чемпіонка Європи U-23 в 2003 році в бігу на 200 метрів та у естафеті 4х100, Володарка Кубка Європи 2003 та 2004 років в бігу на 200 метрів, бронзова призерка юнацького Чемпіонату Світу в 1999 році в малій шведській естафеті, бронзова призерка Кубка Європи 2005 року в бігу на 200 метрів, фіналістка Чемпіонату Світу у закритих приміщеннях 2004 року, учасниця Чемпіонатів Світу 2003 та 2005 років, багаторазова учасниця міжнародних турнірів Гран-Прі та Супер Гран-Прі, фіналістка Супер Гран-Прі у Монако на 200 метрів. Учасниця Олімпійських ігор-2004 у Афінах. У світовому рейтингу легкоатлетів у 2004 році посідала 8 місце.